# Deutschland-Rundfahrt 1952
| Endstand nach der 12. Etappe |                  |                          |
| Sieger                       | Isidore De Ryck  | 80:12:41 h (35,052 km/h) |
| Zweiter                      | Marcel De Mulder | + 4:04 min               |
| Dritter                      | Raymond Impanis  | + 25:07 min              |
| Vierter                      | Heinz Müller     | + 26:05 min              |
| Fünfter                      | Guido De Santi   | + 27:19 min              |
| Sechster                     | Jean Kirchen     | + 29:01 min              |
| Siebter                      | Hans Born        | + 29:34 min              |
| Achter                       | Harm Smits       | + 30:27 min              |
| Neunter                      | Werner Holthöfer | + 30:48 min              |
| Zehnter                      | Joseph De Feyter | + 30:50 min              |
| Bergwertung                  | Kurt Schneider   | 22 P.                    |
| Zweiter                      | Ernst Rudolf     | 17 P.                    |
| Dritter                      | Roger Gyselinck  | 17 P.                    |

Die Deutschland-Rundfahrt, eine Vorgängerin der späteren Deutschland Tour, wurde vom 6. bis 19. August 1952 ausgetragen. Sie führte von Frankfurt am Main über 2.811,8 Kilometer zurück nach Frankfurt. Bei 14 Etappen gab es zwei Ruhetage.
Es gingen 63 Fahrer in fünf deutschen Werksteams mit ausschließlich deutschen Fahrern, fünf Nationalteams, die von deutschen Firmen unterstützt wurden und neun Fahrer ohne Teamzugehörigkeit an den Start. Das Ziel erreichten 45 Starter, wobei der Sieger die Distanz mit einem Stundenmittel von 35,052 km/h zurücklegte.
Die Etappen wurden nach einzelnen Sponsoren benannt.
Es stand lange Zeit nicht fest, ob die Rundfahrt überhaupt stattfinden konnte, da die IRA (Industrie-Gemeinschaft zur Förderung des Radfahrwesens und Radsportes) zu Beginn des Jahres aufgelöst wurde. Deshalb blieb es, obwohl die Pläne für eine Tour im nächsten Jahr bereits ausgearbeitet waren, die vorerst letzte. Es lag nicht allein daran, dass Herrmann Schwartz, der Organisator der Rundfahrten nach dem Zweiten Weltkrieg, wegen einer Erkrankung fehlte. Die Fahrradindustrie, einziger Sponsor, hatte erkennen müssen, dass der finanzielle Aufwand in keinem vernünftigen Verhältnis zum Werbeeffekt stand, was auch an dem Termin lag: 1951 fand die Rundfahrt noch während der Tour de France statt, in den anderen Jahren kurze Zeit danach. Somit fehlten zwangsläufig die bekanntesten Fahrer und damit die Aufmerksamkeitsgaranten.
Mit Isidore De Ryck gewann erstmals ein Belgier die Tour durch Deutschland. Seine Landsmänner Marcel De Mulder und Raymond Impanis auf den Plätzen 2 und 3 machten den Triumph perfekt. Kurt Schneider aus Österreich siegte in der Wertung um den Bergpreis. Aus deutscher Sicht gewann Heinz Müller insgesamt drei Etappen und beendete die Rundfahrt als Gesamtvierter.

## Etappen
| Etappen       | Tag        | Start – Ziel                    | Sponsor der Etappe         | km         | Etappensieger    | Gesamterster     |
| ------------- | ---------- | ------------------------------- | -------------------------- | ---------- | ---------------- | ---------------- |
| 1. Etappe     | 6. August  | Frankfurt am Main – Einbeck     | Heidemann                  | 293,6      | Werner Holthöfer | Werner Holthöfer |
| 2. Etappe (a) | August     | Einbeck – Braunschweig          | Continental Gummi Werke AG | 122,4      | Oreste Conte     | Oreste Conte     |
| 2. Etappe (b) | August     | Braunschweig – Hannover         |                            | 76,5 (EZF) | Jean Kirchen     | Oreste Conte     |
| 3. Etappe     | August     | Hannover – Essen                | Ruberg                     | 253        | Robert Bintz     | Isidore De Ryck  |
| 4. Etappe     | August     | Essen – Köln                    | Zündapp                    | 223        | Marcel De Mulder | Isidore De Ryck  |
| 5. Etappe     | August     | Köln – Trier                    | Bitburger Pils             | 194,5      | Heinz Müller     | Isidore De Ryck  |
| 6. Etappe     | August     | Trier – Wiesbaden               | Horex                      | 206,1      | Harm Smits       | Isidore De Ryck  |
| 7. Etappe     | August     | Wiesbaden – Karlsruhe           | Phönix                     | 243        | Gerhard Stubbe   | Isidore De Ryck  |
| 8. Etappe     | August     | Karlsruhe – Lörrach             | Express-Werke              | 210,4      | Hermann Schild   | Isidore De Ryck  |
| 9. Etappe (a) | August     | Lörrach – Schaffhausen (SUI)    | Weinmann                   | 99,7       | Robert Bintz     | Isidore De Ryck  |
| 9. Etappe (b) | August     | Schaffhausen (SUI) – Ravensburg |                            | 111        | Heinz Müller     | Isidore De Ryck  |
| 10. Etappe    | August     | Ravensburg – Augsburg           | Schwäbische Landeszeitung  | 237        | Günther Pankoke  | Isidore De Ryck  |
| 11. Etappe    | August     | Augsburg – Nürnberg             | Bosch                      | 251        | Heinz Müller     | Isidore De Ryck  |
| 12. Etappe    | 19. August | Nürnberg – Frankfurt am Main    | Continental Gummi Werke AG | 290        | Edward Peeters   | Isidore De Ryck  |